# Sinai (Perú)
Sinai es una localidad peruana ubicada en el distrito de San Juan de Bigote, en la provincia de Morropón del departamento de Piura, al norte del Perú. En el 2017 tenía una población de 23 habitantes según el INEI.